# Вальтер Горн
Вальтер Горн (нім. Walter Gorn; нар. 24 вересня 1898, Беґанін, Позен — пом. 10 липня 1968, Розенгайм, Верхня Баварія) — німецький воєначальник часів Третього Рейху, генерал-майор (1944) Вермахту. Кавалер Лицарського хреста Залізного хреста з Дубовим листям та Мечами (1944).

## Біографія
14 листопада 1916 року поступив на службу добровольцем в 7-й гренадерський полк. Учасник Першої світової війни. 6 липня 1917 року переведений в запасну кулеметну роту5-го армійського корпусу, а 19 серпня — в 1-шу важку кулеметну роту 36-го ударного ландверного полку. З 18 грудня 1918 року служив у 2-й роті 18-го добровольчого полку, учасник операцій проти комуністів. 20 вересня 1919 року демобілізований.
Після кількох місяців митарств 1 червня 1920 року Горну вдалось поступити на службу в поліцію порядку Бреслау. В 1921-25 роках неодноразово підвищував кваліфікацію на спеціальних поліцейських курсах. У вересні 1925-червні 1926 року навчався на курсах кандидатів в офіцери поліції при Вищій поліцейській школі в Айху. 29 квітня 1927 року призначений командиром взводу поліції порядку Бреслау. В 1929 році відправлений на курси командирів районів, потім — на курси офіцерів рухомих частин поліції. З 1 квітня 1931 року — офіцер з регулювання руху в штабі поліції порядку Бреслау, з 8 травня 1933 року — командир 5-го загону державної поліції Бреслау, з 1 вересня 1933 року — 2-й офіцер моторизованого загону «Бреслау». 1 жовтня 1934 року переведений офіцером по автомобільному транспорту в штаб поліції порядку Ізеолора. З 20 квітня 1935 року — командир мотоциклетного охоронного загону «Бреслау». 15 жовтня 1935 року повернувся на військову службу і призначений командиром 5-ї роти 3-го мотоциклетного стрілецького батальйону. з 1 липня 1939 року — комендант штаб-квартири 19-го армійського корпусу.
Учасник Польської кампанії. З 7 січня 1940 року — командир 3-ї роти 82-го запасного піхотного полку, а з 17 березня 1940 року — командир 10-го запасного піхотного батальйону. З 14 березня 1940 року — командир 1-го батальйону 10-го піхотного полку. Учасник Французької і Балканської кампаній, а також німецько-радянської війни. З 26 січня 1942 року — командир 59-го мотоциклетного батальйону. З 5 жовтня 1942 року — командир 10-го моторизованого полку 9-ї танкової дивізії. 1 березня 1943 року поставлений на чолі тактичних курсів командного складу в 1-й школі танкових військ у Вюнсдорфі, з 1 листопада 1943 року — тактичних курс 2-ї танкової школи в Крампніці, з 15 січня 1944 року — начальник школи. 24 липня 1944 року очолив спішно сформовану гренадерську дивізію «Остпруссен 1», яка через 3 дні була перейменована на 561-шу гренадерську дивізії. 23 вересня 1944 року важко захворів і протягом трьох місяців його обов'язки виконував оберст Фелікс Беккер. 1 березня 1945 року поміщений у шпиталь, після одужання 15 квітня прийняв командування 710-ю піхотною дивізією. 8 травня здався американським військам. 16 червня 1947 року звільнений з полону.

## Нагороди
- Залізний хрест 2-го класу
- Почесний хрест ветерана війни з мечами
- Пам'ятна військова медаль (Австрія) з мечами
- Медаль «За вислугу років у Вермахті» 4-го, 3-го і 2-го класу (18 років)
- Медаль «У пам'ять 1 жовтня 1938» із застібкою «Празький град»
- Пам'ятна військова медаль (Угорщина) з мечами
- Медаль за участь у Європейській війні (1915—1918) з мечами (Болгарія)
- Застібка до Залізного хреста 2-го класу (16 жовтня 1939)
- Залізний хрест 1-го класу (8 квітня 1941)
- Лицарський хрест Залізного хреста з дубовим листям і мечами
  - лицарський хрест (20 квітня 1941)
  - дубове листя (№ 113; 17 серпня 1942)
  - мечі (№ 30; 8 червня 1943)
- Орден «За хоробрість» 4-го ступеня, 1-й клас (Болгарія)
- Нагрудний знак «За танкову атаку» в бронзі
- Німецький хрест в золоті (8 лютого 1942)
- Медаль «За зимову кампанію на Сході 1941/42»
- Нагрудний знак ближнього бою в бронзі
- Нагрудний знак «За поранення» в сріблі

Військова кар'єра
- 14 листопада 1916 — волонтер
- 16 квітня 1919 — єфрейтор
- 7 серпня 1919 — унтерофіцер
- 1 червня 1920 — унтер-вахмістр поліції
- 1 грудня 1922 — вахмістр поліції
- 1 квітня 1923 — обер-вахмістр поліції
- 29 квітня 1927 — лейтенант поліції
- 26 березня 1929 — оберлейтенант поліції
- 9 листопада 1934 — гауптман поліції

- 15 жовтня 1935 — гауптман
- 1 березня 1940 — майор
- 1 лютого 1942 — оберстлейтенант
- 1 березня 1943 — оберст
- 1 жовтня 1944 — генерал-майор